# 스윈던구

스윈던 구의 위치

스윈던구(영어: Borough of Swindon)는 잉글랜드 윌트셔주에 위치한 단일 자치구로 중심 도시는 스윈던이며 면적은 230.10km2, 인구는 215,799명(2014년 기준)이다. 1998년 4월 1일에 신설되었다.